# La liceale nella classe dei ripetenti
La liceale nella classe dei ripetenti è un film della commedia erotica all'italiana del 1978 diretto da Mariano Laurenti.

## Trama
La bella Angela Cantalupo è contesa fra Tonino e Carlo: il primo cerca la ragazza solo per soddisfare un capriccio, spinto anche dal padre, il professor Pinzarrone; il secondo, invece, la ama sinceramente e tuttavia, benché le si sia apertamente dichiarato, non vede il suo sentimento contraccambiato.
Durante un incontro con Angela, Tonino esce di strada mentre sta guidando la sua autovettura. Fortunatamente i due ragazzi ne escono illesi, ma il professor Pinzarrone decide di sfruttare l’occasione per vendicarsi di un torto di gioventù che gli ha commesso il padre di Angela, il professor Cantalupo; Pinzarrone sparge dunque la voce che Tonino ha riportato delle lesioni durante l'incidente per attirarsi le attenzioni di Angela e di suo padre, che si dimostrano premurosi nei confronti del ragazzo.
Sullo sfondo di questa storia, fanno la loro comparsa anche Carlo e due suoi compagni di classe, i quali si divertono a tirare scherzi al prossimo, in particolar modo alla professoressa Cianca sfruttando la sua fobia per i forti rumori istantanei. Anche il professor Cantalupo tenta un approccio con Tecla, una avvenente avventuriera emiliana. Carlo, nel frattempo, tenta — senza risultati — di distogliere Angela dalle sue attenzioni verso Tonino, fino a quando si viene a scoprire il trucco architettato dal professor Pinzarrone.
Il sotterfugio di Tonino viene scoperto all'inizio casualmente solo da Carlo, che non viene creduto da Angela, ma poi Tonino si ferisce realmente cadendo da una scogliera e, non avendo scusanti, confessa che si è trattato di un tranello; il professor Cantalupo, già in collera con Pizzarrone, coglie un'occasione propizia per vendicarsi e lo colpisce a tradimento con un badile.
Dopo che anche Pinzarrone è finito in ospedale assieme al figlio e con il compiacimento del professor Cantalupo, nemmeno le malefatte del padre di Angela passano indenni di fronte al destino: quando Cantalupo va a trovare in ospedale Tonino e suo padre per gioire delle loro disgrazie, viene infatti picchiato da uno spasimante di Tecla per aver provato a concupirla e finisce così anche lui fratturato nella stessa camera con gli altri due.
Nel frattempo i malintesi tra Angela e Carlo si chiariscono e alla fine la ragazza si rende conto che solo i sentimenti di Carlo sono sempre stati senza secondi fini e accetta quindi il suo amore senza più indugi.

## Produzione
Il film è stato prevalentemente girato nella città di Trani.

## Distribuzione
Il film uscì nelle sale italiane il 10 agosto 1978.